# 추문회
추문회(鄒文懷, 1927년 10월 8일 ~ 2018년 11월 2일)은 홍콩의 영화 프로듀서 골든 하베스트 설립을 하였다. 무술 액션 영화 유명인 영화 배우들을 제작하였다.

## 출연 작품
- 일개인적무림 (2014)
- 심플 라이프 (2011)
- 구룡빙실 : 사생무회 (2001)
- 매흉박인 : 너는 찍고 나는 쏘고 (2001)
- 엑시덴탈 스파이 (2001)
- 월양적비밀 (2000)
- 하일적마마다 (2000)
- 훈의초 : 라벤더 (2000)
- 신투차세대 (2000)
- 동경공략 (2000)
- 고혹자 6 - 동경용호투 (2000)
- 성원 (1999)
- 중화영웅 (1999)
- 고혹자 정의편 - 홍흥십삼매 (1998)
- 환영특공 (1998)
- 풍운 (1998)
- 기득향초성숙시 3 - 위니종정 (1997)
- 쾌락과 타락 (1997)
- 자소 (1997)
- 신투첩영 (1997)
- 송가황조 (1997)
- 식신 (1996)
- 색정남녀 (1996)
- 양자경의 스턴트 우먼 (1996)
- 성룡의 폴리스 스토리4 (1996)
- 화월가기 (1995)
- 인간유정 (1995)
- 비호웅심 (1994)
- 여인사십 (1994)
- 황비홍 5 - 용성섬패 (1994)
- 상해황제 2 : 웅패천하 (1993)
- 닌자 거북이 3 : 어메이징 뮤턴트 (1993)
- 황비홍 4 - 왕자지풍 (1993)
- 철마류 (1993)
- 상해황제 : 세월풍운 (1992)
- 시티 헌터 (1992)
- 비호외전 (1992)
- 황비홍 2 - 남아당자강 (1992)
- 닌자 거북이 2 : 어메이징 닌자 (1991)
- 황비홍-천하무인 (1991)
- 차이나 여걸 2 (1990)
- 쇼 오브 포스 (1990)
- 차이나 여걸 (1990)
- 용형호제 2 - 비룡계획 (1990)
- 닌자 거북이 (1990)
- 공작왕 2 - 아수라 (1990)
- 급동기협 (1989)
- 성룡의 미라클 (1989)
- 공작왕 (1988)
- 폴리스 스토리2-구룡의 눈 (1988)
- 땡큐 마담 (1988)
- 비룡맹장 (1988)
- 집법선봉 (1987)
- 동방독응 (1987)
- 부귀열차 (1986)
- 용형호제 (1986)
- 폴리스 스토리 (1985)
- 기연출사 (1985)
- 프로텍터 (1985)
- 복성고조 (1985)
- 미스터 부 : 뎃판야끼 (1984)
- 캐논볼 2 (1984)
- 에너미라인 (1984)
- 쾌찬차 (1984)
- 충파흑선와 (1983)
- 로드 투 차이나 (1983)
- 파우 (1983)
- 프로젝트 A (1983)
- 오복성 (1983)
- 의문의 호출 (1982)
- 팔채림아진 (1982)
- 메가포스군단 (1982)
- 용소야 (1982)
- 미스터 부 4 - 마등보표 (1981)
- 순성마 (1981)
- 마등천사 (1981)
- 죽음의 추적자 (1981)
- 패가자 (1981)
- 전작괴 (1980)
- 명검 (1980)
- 귀타귀 (1980)
- 성룡의 살수호 (1980)
- 사제출마 (1980)
- 사망탑 (1980)
- 잡가소수 (1979)
- 소림사-인자무적 (1979)
- 초녀 (1978)
- 호협 (1978)
- 3중대의 병사들 (1978)
- 투 워리어스 (1978)
- 사망유희 (1978)
- 대살성여소매두 (1977)
- 암스테르담의 음모 (1977)
- 중원호객 (1977)
- 미스터 부 2 - 반근팔냥 (1976)
- 사랑의 스잔나 (1976)
- 미스터 부 : 천재여백치 (1975)
- 성룡의 소림용호문 (1975)
- 스카이 하이 (1975)
- 철금강대파자양관 (1974)
- 미스터 부 - 귀마쌍성 (1974)
- 냉면호 (1973)
- 철왜 (1973)
- 황면노호 (1973)
- 이소룡의 생과 사 (1973)
- 흑연비수 (1973)
- 용쟁호투 (1973)
- 철장선풍퇴 (1972)
- 맹룡과강 (1972)
- 정무문 (1972)
- 독비권왕 (1971)
- 당산대형 (1971)